# Riesentauben
Riesentauben sind eine Untergruppe der Formentauben. Mit einer Körperlänge bis 55 Zentimeter und einer Körpermasse von bis zu über einem Kilogramm stellen ihre Vertreter die größten Haustauben. Die Flügelspannweite der längsten Rassen beträgt etwa einen Meter. Riesentauben habe eine kräftige Rücken- und eine volle Brustpartie. Ihre Läufe sind stark und meist unbefiedert. Davon abweichend trägt z. B. die belatschte Ungarische Riesentaube bei relativ lockerer Befiederung eine Querhaube am Kopf.
Die Haltung der Riesentauben ist anspruchsvoll. Sie benötigen große Schläge und gehaltvolles, eiweißreiches, großkörniges Futter. Autoren empfehlen die Eltern nur eines ihrer Küken aufziehen zu lassen und das zweite zuverlässigen großen Ammentauben zu überlassen, damit beide Tiere die erforderliche Größe erreichen. Andere meinen Riesentauben seien ob ihres Gewichtes schlechte Eltern und erdrückten Eier und Jungtiere. Zu schwere Tiere befruchten schlecht, da sie sich während der Begattung nicht halten können und abrutschen.

## Rassen französischer Herkunft

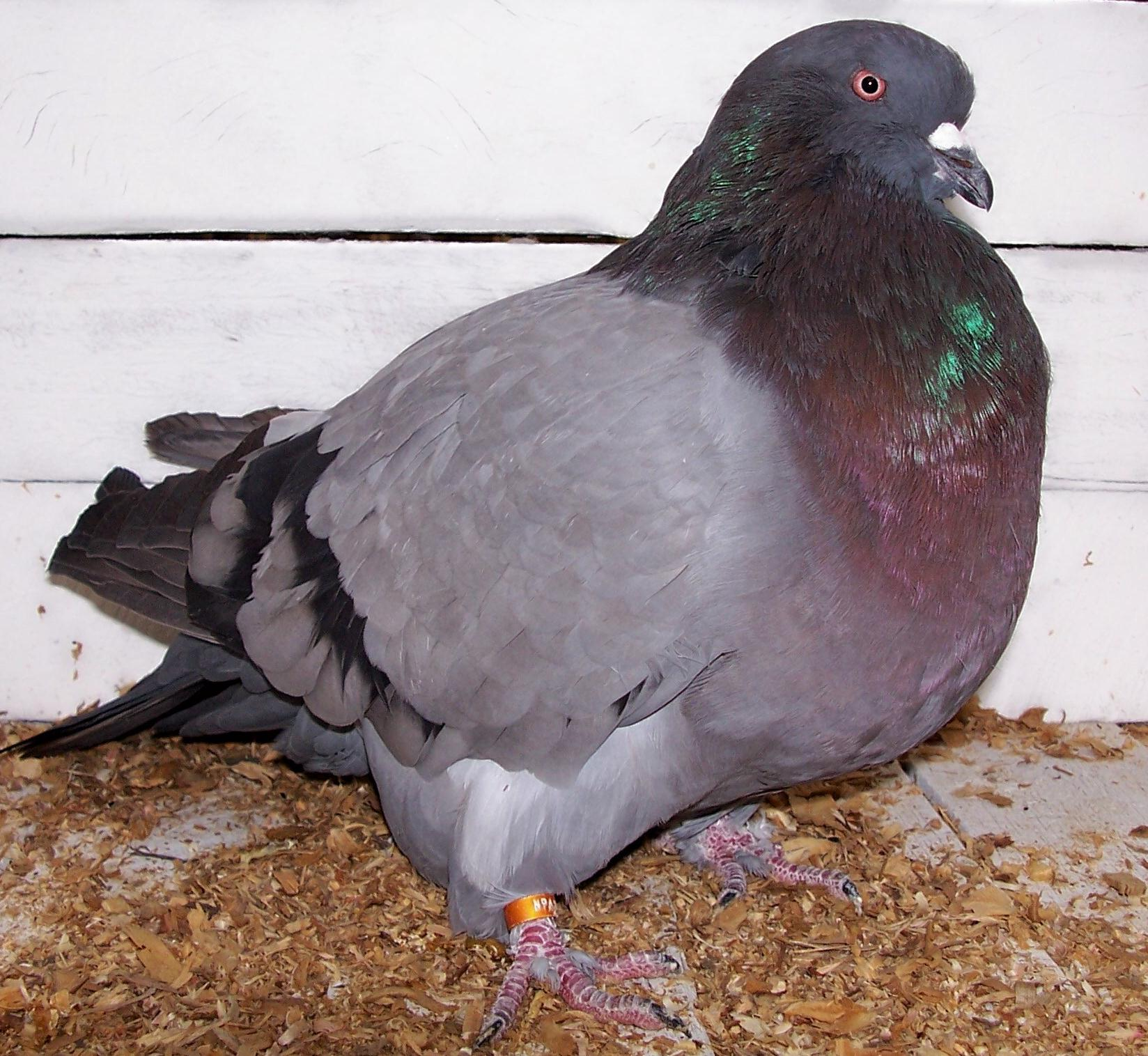
American Giant Runt

Römer sind die in D-A-CH bekanntesten Vertreter der Riesentauben. Sie entstanden in Italien und wurden in Südfrankreich zu ihrer heutigen Form gebracht. Sie zeichnen sich durch ihre große, massige und langgestreckte Körperform aus und tragen ihren Körper fast waagerecht. Täubinnen wiegen 1000 bis 1100 Gramm, Täuber bis zu 1200 Gramm. Trotz ihrer Flügelspannweite von 96 bis 108 Zentimeter sind sie keine guten Flieger.
American Giant Runt und American Giant Rumbler sind amerikanische Zuchtformen der Römer. Sie sind kürzer und gedrungener mit kurzem Hals und kurzem Schnabel.
Die Kairuantaube (französisch Mondain de Kairouan) ist die vermutlich älteste Riesentaube und Ahn aller anderen europäischen Riesentauben. Sie ist in Nordafrika seit den Phöniziern bekannt und wird noch heute gezüchtet. Die „Tunesische Mondain“ ist eine etwas kleinere und reinweiße Variante. Die „Syrische Carneau“ ist ebenfalls etwas kleiner und meist gelb oder rot.
Montauban entstanden in der südfranzösischen Stadt Montauban aus Kreuzungen von Römern mit italienischen Monatstauben. Letztere sind grobe, kappige Feldtauben, die einmal im Monat brüteten und zur Erzeugung von Schlachttauben genutzt wurden. Montaubantauben waren zunächst Wirtschaftstauben und wurden erst später züchterisch bearbeitet und zu einer Ausstellungsrasse veredelt. Sie sind etwas kürzer als Römer und tragen eine federreiche, dichte Muschelhaube, die in Rosetten endet.

## Rassen ungarischer Herkunft

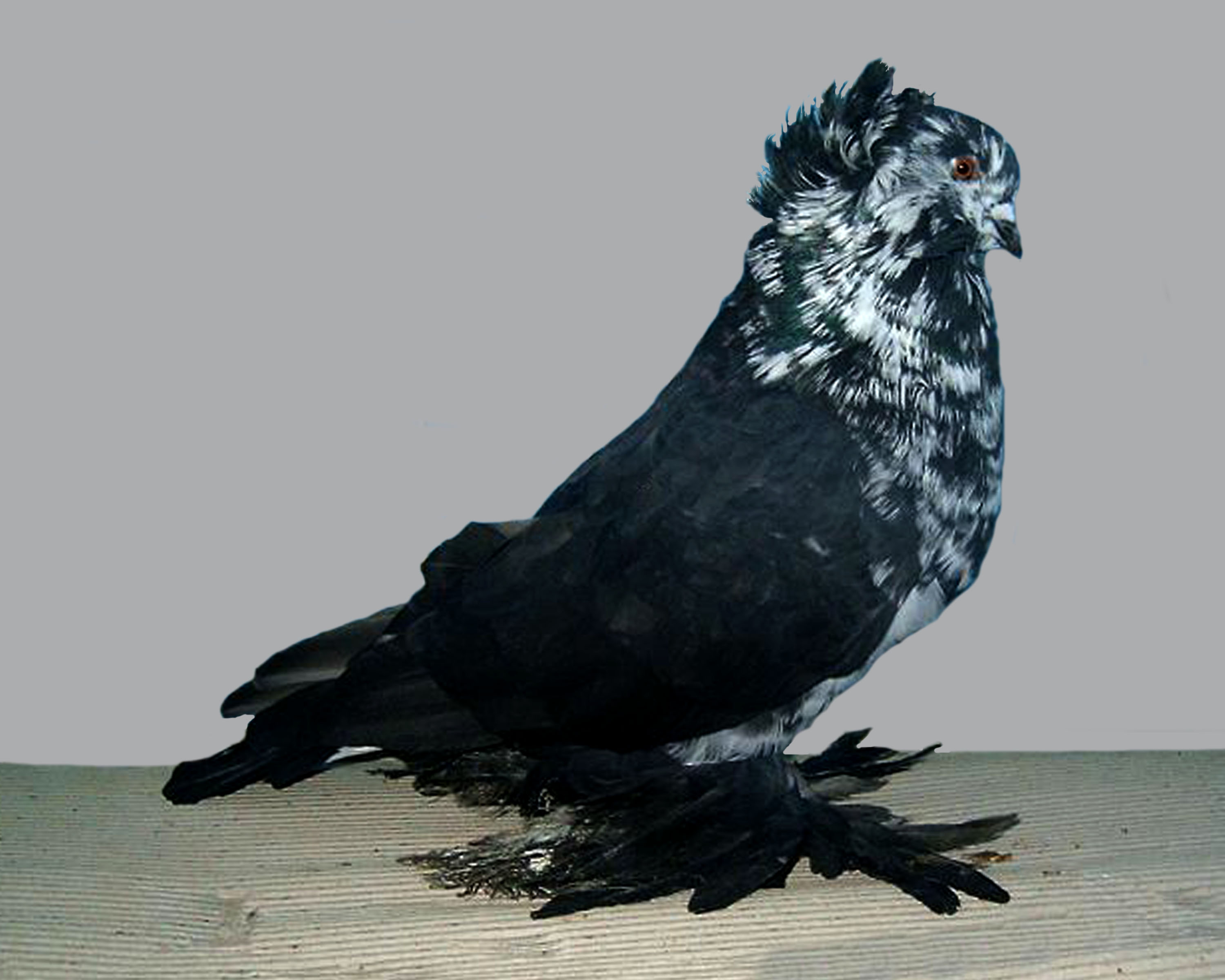
Ungarische Riesentaube

Die Ungarische Riesentaube (ungarisch Magyar órias galamb oder Magyar orias hazigalamb) wurde bereits im 17. Jahrhundert erwähnt und war auch als „Türkentaube“ bekannt. Mit Beginn des 20. Jahrhunderts wurde sie in großer Zahl als Nutztauben gehalten. Seit 1935 arbeitete man an ihrer Veredelung als Rassetaube. Ende der 60er Jahre kam die Ungarische Riesentaube nach Deutschland und Österreich und wurde 1974 als Ausstellungstaube anerkannt. Ihre federreiche Haube wird in Ungarn „Kamm“ genannt. Die kurzen und kräftigen Beine sind dicht belatscht. Glattfüßige Ungarische Riesentauben ohne Fußbefiederung sind als Ausstellungstauben nicht zugelassen. Sie dienen als Wirtschaftstauben der Gewinnung von Schlachtkörpern und haben in der Regel weißes Gefieder.
Polnische (polnisch Olbrzym Polski), Rumänische (rumänisch Porumbeii urasi de Salonta), Karpatische und Transkarpatische Riesentauben sind Ahnen der Ungarischen Riesentaube. Die Füße der Polnischen Riesentaube sind stark belatscht, ihre Muschelhaube ist sehr stark ausgebildet. Die Rumänische Riesentaube ist doppelkuppig, sie trägt neben der Haube auch eine Schnabelnelke. Ihre Läufe sind nur leicht befiedert, die Zehen bleiben nackt. Die Karpatische Riesentaube ist glattköpfig, sie trägt keine Haube ist aber belatscht. Die Transkarpatische Riesentaube hingegen ähnelt in der Körperform dem Römer.

## Rassen spanischer Herkunft

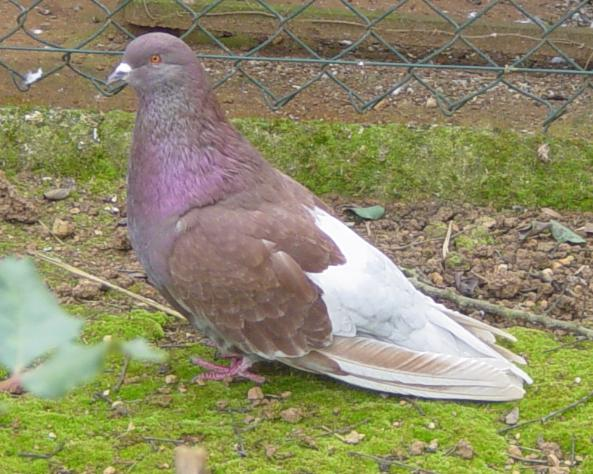
Mallorca-Riesentaube

Auch die spanische Gabacho-Riesentaube ähnelt dem Römer, hat aber eine Spitzkappe und befiederte Füße. Die Mallorca-Riesentaube (katalanisch Colom de Casta Grossa, spanisch Mallorquina) hingegen ist glattfüßig und glattköpfig. Um ihre Fruchtbarkeit zu vergrößern wurden in der Vergangenheit Brieftauben eingekreuzt, wodurch sie etwas kleiner wurde. Die Große Spanische Mondaintaube (spanisch Gran Mundana Espanola) ist eine moderne Züchtung, die durch Kreuzungen der Mallorca-Riesentauben mit Römern und Montauban entstand. Die vermutlich schwerste Haustaube ist mit bis zu 2,2 Kilogramm die Valencia-Riesentaube. Sie wurde bereits 1613 erwähnt. Die glattfüßige Taube ist meist gelblich oder gehämmert, ihre Schwingen und der Schwanz schleppen auf dem Boden. Wegen ihres Gewichtes fliegt sie kaum und ist ein schlechter Brüter.

## Außereuropäische Riesentauben
Riesentauben gibt es aber nicht nur in Europa: die Ungarische Riesentaube soll von der Smyrnaer Riesentaube abstammen, die mit den Türkenkriegen nach Ungarn kam. Auch gibt es eine Kurdistaner Riesentaube. Von der Thailänder Riesentaube glaubt man in Bangkok, dass sie aus der Türkei stammt. Die Riesentaube von Madras (Murassa di Madras) wurde bereits von Darwin erwähnt, ist aber heute verschwunden. Die Pekinger Riesentaube wurde erst 1945 in der Fachpresse bekannt.

## Belege und weiterführende Informationen